# The Lucky Number
The Lucky Number (El número afortunado) es una película de comedia británica de 1932, dirigida por Anthony Asquith y protagonizada por Clifford Mollison, Gordon Harker, Joan Wyndham y Frank Pettingell, en la que un futbolista profesional intenta recuperar un ticket ganador. Producida por Gainsborough Pictures, las escenas de fútbol fueron filmadas en el Estadio de Highbury y sus alrededores, en el norte de Londres.

## Ficha técnica
- Dirección: Anthony Asquith
- Guion: Franz Schulz, Anthony Asquith y Douglas Furber
- Música: Mischa Spoliansky
- Producción: Gainsborough Pictures
- Formato: blanco y negro — 1,37:1 — 35 mm — mono.
- Duración: 72 minutos

## Reparto
- Clifford Mollison - Percy Gibbs
- Gordon Harker - Cuidador de caballos
- Joan Wyndham - Minnie Sullivan
- Frank Pettingell - Señor Brown
- Joe Hayman - Señor MacDonald
- Hetty Hartley - Señora MacDonald
- Esme Percy - Presidente
- Heno Petrie - Fotógrafo
- Alfred Wellesley - Carterista
- Wally Patch - Corredor de apuestas